# HD 187085
HD 187085 é uma estrela na constelação de Sagittarius. Com uma magnitude aparente visual de 7,21, não é visível a olho nu. De acordo com dados de paralaxe, do segundo lançamento do catálogo Gaia, está localizada a uma distância de 150 anos-luz (46 parsecs) da Terra.
Esta estrela é classificada com um tipo espectral de G0V, o que indica que é uma estrela de classe G da sequência principal, similar ao Sol porém maior e mais brilhante, que gera energia pela fusão de hidrogênio no núcleo. HD 187085 tem uma uma massa estimada de 1,19 vezes a massa solar e um raio de 1,26 vezes o raio solar. Está irradiando energia de sua fotosfera com o dobro da luminosidade solar a uma temperatura efetiva de 6 160 K. Possui uma alta abundância de elementos além de hidrogênio e hélio, a metalicidade, com uma abundância de ferro 35% maior que a solar. A estrela apresenta um nível moderado de atividade cromosférica e sua idade é estimada em 3 bilhões de anos.
Em 2006, foi publicada a descoberta de um planeta extrassolar ao redor de HD 187085, detectado pelo método da velocidade radial como parte do Anglo-Australian Planet Search. A melhor solução orbital apresenta um período de 986 dias e uma alta excentricidade de 0,47, mas soluções com excentricidades entre 0,1 e 0,8 também são possíveis. Nessa solução, o planeta é um gigante gasoso com uma massa mínima de 75% da massa de Júpiter, estando a uma distância média de 2,05 UA da estrela.
| Planeta | Massa    | Semieixo maior (UA) | Período orbital (dias) | Excentricidade |
| ------- | -------- | ------------------- | ---------------------- | -------------- |
| b       | >0,75 MJ | 2,05                | 986                    | 0,47           |